# ウォールストリート・ダウン
『ウォールストリート・ダウン』（原題: Assault on Wall Street）は、2013年制作のカナダのアクション映画。ウーヴェ・ボル監督、ドミニク・パーセル主演。

## あらすじ
リーマン・ショックによる世界金融危機の渦中に巻き込まれたウォール街。証券会社社長スタンクロフトは「顧客はいい、会社を護れ」と叫んで不良債権を売りさばく。
現金輸送車の警備員のジムは、平凡ながらも難病を克服しつつある妻と幸せな家庭を築いていた。しかしある日金融危機が起こり、ブローカーに勧められて買った株式に投資していた貯蓄も失ってしまう。
弁護士や地方検事に裏切られたジム。遂に彼は会社に解雇され、妻も自殺した。
自分がスタンクロフトら金融機関の金儲けに利用されていた事を知り、全てを失ったジムは金融機関に復讐を誓い、武器を持ちウォール街へ乗り込む。

## キャスト
※括弧内は日本語吹き替え
- ジム・バックスフォード - ドミニク・パーセル（江川央生）
- ロージー・バックスフォード - エリン・カープラック
- ショーン - エドワード・ファーロング（井木順二）
- ジェレミー・スタンクロフト - ジョン・ハード
- ロバート - ロックリン・マンロー
- フレディ - キース・デイヴィッド（河合みのる）
- フランク - マイケル・パレ（荒井勇樹）
- パターソン弁護士 - エリック・ロバーツ（砂山哲英）